# Mindaugas Kalonas
Mindaugas Kalonas (* 28. Februar 1984 in Varėna) ist ein ehemaliger litauischer Fußballspieler.

## Karriere

### Vereine
Kalonas begann seine Karriere bei VMFD Žalgiris Vilnius, bevor er 2002 zum FK Dynamo Moskau nach Russland wechselte. Er blieb in Moskau ohne Einsatz für die erste Mannschaft, wie auch in seinen folgenden Stationen bei Saturn Ramenskoje, Sporting Braga in Portugal und Rubin Kasan, für die er lediglich in der zweiten Mannschaft eingesetzt wurde. Im Januar 2005 wechselte er dann nach Lettland zu Liepājas Metalurgs. In seiner ersten Saison beim Klub aus Liepāja gewann er die lettische Meisterschaft, in der Folgesaison 2006 wurde er mit dem Verein Vizemeister und Pokalsieger.
Im August 2007 wechselte er zum FK Kuban Krasnodar, bei dem er jedoch nur zu einem Einsatz kam. Daraufhin kehrte er im Januar 2008 nach Lettland zurück und spielte dort beim FK Riga. Im Juli 2008 gewann Riga im UEFA Intertoto Cup gegen den irischen Verein Bohemians Dublin. Dabei wurde Bohemians-Trainer Pat Fenlon auf Kalonas aufmerksam, woraufhin er im August 2008 nach Dublin wechselte. Mit den Bohemians wurde er irischer Meister und Pokalsieger und gewann somit das irische Double. Im Elfmeterschießen des Pokalfinales gegen Derry City schoss Kalonas den entscheidenden Elfmeter zum Titelgewinn.
Im Januar 2009 wechselte er zu Metalurh Saporischschja in die Ukraine. In der Saison 2008/09 wurde der siebte Platz in der Meisterschaft erreicht, in der darauffolgenden Saison wurde der Verein Neunter. In zweieinhalb Jahren bestritt Mindaugas Kalonas 31 Ligaspiele und erzielte ein Tor für den Verein. Ende Juli 2012 unterschrieb er einen Einjahresvertrag mit dem polnischen Zweitligisten OKS Stomil Olsztyn. In der Hinrunde der Saison 2012/2013 konnte er für Stomil fünf Tore in 17 Zweitligaspielen erzielen, dazu kam ein Spiel im polnischen Pokal, in dem er ein Tor erzielte. Zur Rückrunde der Saison 2012/2013 wechselte Kalonas nach Aserbaidschan zu Ravan Baku. Dort schoss er 8 Tore in 13 Ligaspielen, bevor er zum Stadtrivalen FK Baku weiterzog. Auch dort konnte er sich durchsetzen und schoss in der Hinrunde fünf Tore in 17 Ligaspielen. Für seine Leistungen im Kalenderjahr 2013 wurde Kalonas vom litauischen Fußballverband als Litauens Fußballer des Jahres 2013 ausgezeichnet.
Am 4. Februar 2014 wurde er bis zum Ende der Saison 2013/14 an PFK Simurq Zaqatala verliehen. Nach Ablauf der Leihe kehrte er jedoch nicht nach Baku zurück, sondern ging nach Israel zu Hapoel Haifa. Auch dort blieb er nur ein halbes Jahr, ehe er abermals nach Lettland zurückkehrte und im März 2015 bei Skonto Riga einen Einjahresvertrag unterschrieb. Der Verein löst den Vertrag mit ihm aber bereits im Juni desselben Jahres vorzeitig auf.
Anfang August 2015 unterzeichnete Kalonas einen Einjahresvertrag bei seinem alten Verein Ravan Baku. Nur wenige Tage später, am 20. August, gab der Verein die Trennung von Kalonas bekannt, ohne, dass dieser ein Pflichtspiel für den Verein absolviert hatte. Trainer Emin Quliyev begründete den Schritt damit, dass Kalonas nicht fit genug sei und dem Team nicht weiterhelfen könne.
Anfang 2016 unterschrieb er beim litauischen Club FK Kauno Žalgiris. Am 12. März 2016 absolvierte er bei einer 2:0-Niederlage gegen FK Trakai sein erstes Spiel in der A lyga, der höchsten Spielklasse seines Heimatlandes. Im Mai 2016, nur zwei Monate nach der Verpflichtung, gab Kaunas bekannt, dass der Vertrag vorzeitig aufgelöst wird und Kalonas den Verein vorzeitig verlässt.
Im August 2016 unterschrieb der Mittelfeldspieler beim georgischen Verein FC Sioni Bolnissi. Im März 2017 wechselte er zum estnischen Erstligisten JK Kalev Sillamäe. Auch hier wurde sein Vertrag bereits nach zwei Monaten vorzeitig aufgelöst, Trainer Wadym Dobischa führte mangelnde Fitness und Disziplin seitens Kalonas als Trennungsgrund an.

### Nationalmannschaft
Kalonas debütierte am 1. März 2006 in einem Freundschaftsspiel gegen Albanien für die litauische Nationalmannschaft. Bis 2010 wurde er 36-mal in Länderspielen eingesetzt, im Anschluss wurde er zunächst nicht mehr berücksichtigt. Im März 2013 wurde er aufgrund seiner guten Leistungen in der aserbaidschanischen Liga wieder in die Nationalelf berufen. Sein letztes Länderspiel absolvierte er am 11. November 2014 gegen die Ukraine. Insgesamt lief er in 49-mal für sein Land auf und erzielte dabei drei Tore.

## Erfolge
Liepājas Metalurgs:
- Lettischer Meister: 2005
- Lettischer Pokalsieger: 2006
- Baltic-League-Sieger: 2007

Bohemians Dublin:
- Irischer Meister: 2008
- Irischer Pokalsieger: 2008

Individuelle Auszeichnungen:
- Litauens Fußballer des Jahres: 2013